# 高明 (1909年)
高明（1909年4月6日—1992年9月21日），字仲華，江蘇高郵人，中国學者，教育家。中國文學博士教育的開創人。中國青年寫作協會發起人之一。

## 生平
1910年生。1926年考入國立東南大學，1930年畢業於改名之後的国立中央大学（1949年在大陸更名南京大學，1962年在台復校）中國文學系。青年時期，以熱血之姿，矢志報國，從事地下革命工作；後毅然投筆從戎，任江蘇省保安幹部訓練所及江蘇中心民校校長訓練班教官，以抵抗來侵日軍。抗戰期間，先後在中央政治學校、西北大學、政治大學任教。來台後，創辦國立臺灣師範大學國文研究所，招收台灣首批文學博士研究生；主持政治大學、中國文化大學中文系及中文研究所。1975年退職後，專心著述，兼從授業，為闡揚傳統文化奉獻畢生。

## 链接
- 高明教授百歲冥誕紀念學術研討會